# پسر طلایی (فیلم ۲۰۱۴)
پسر طلایی (به انگلیسی: A Golden Boy) و (به ایتالیایی: A Golden Boy) فیلمی محصول سال ۲۰۱۴ و به کارگردانی پوپی آواتی است. در این فیلم بازیگرانی همچون ریکاردو اسکامارچو، شارون استون، کریستیانا کاپوتوندی، جووانا رالی و والریا مارینی ایفای نقش کرده‌اند.